# Amblyteles crudosus
Amblyteles crudosus är en stekelart som först beskrevs av Cresson 1877.  Amblyteles crudosus ingår i släktet Amblyteles och familjen brokparasitsteklar. Inga underarter finns listade i Catalogue of Life.